# Rastovac (Marina)
Rastovac falu Horvátországban Split-Dalmácia megyében. Közigazgatásilag Marinához tartozik.

## Fekvése
Split központjától légvonalban 29, közúton 48 km-re, Trogirtól légvonalban 14, közúton 20 km-re északnyugatra, községközpontjától 7 km-re északra, Dalmácia középső részén fekszik.

## Története
Területe évszázadokig velencei fennhatóság alatt állt. 1797-ben a Velencei Köztársaság megszűnésével a település Habsburg Birodalom része lett. 1806-ban Napóleon csapatai foglalták el és 1813-ig francia uralom alatt állt. Napóleon bukása után ismét Habsburg uralom következett, mely az első világháború végéig tartott. 1857-ben 131, 1910-ben 175 lakosa volt. Az I. világháború után rövid ideig az Olasz Királyság, ezután a Szerb-Horvát-Szlovén Királyság, majd Jugoszlávia része lett. Lakossága 2011-ben 89 fő volt.

## Lakosság
| Lakosság változása | Lakosság változása | Lakosság változása | Lakosság változása | Lakosság változása | Lakosság változása | Lakosság változása | Lakosság változása | Lakosság változása | Lakosság változása | Lakosság változása | Lakosság változása | Lakosság változása | Lakosság változása | Lakosság változása | Lakosság változása |
| ------------------ | ------------------ | ------------------ | ------------------ | ------------------ | ------------------ | ------------------ | ------------------ | ------------------ | ------------------ | ------------------ | ------------------ | ------------------ | ------------------ | ------------------ | ------------------ |
| 1857               | 1869               | 1880               | 1890               | 1900               | 1910               | 1921               | 1931               | 1948               | 1953               | 1961               | 1971               | 1981               | 1991               | 2001               | 2011               |
| 131                | 0                  | 61                 | 152                | 174                | 175                | 169                | 205                | 258                | 282                | 265                | 256                | 191                | 135                | 115                | 89                 |

(1869-ben lakosságát a Rogoznica községhez tartozó Sapina Docához számították.)

## Nevezetességei
A Gyógyító Boldogasszony tiszteletére szentelt temploma 1861-ben épült. Oltárképén a Szűzanya a gyermekével és két rabbal látható. 2002-ben az épületet teljesen megújították. Mellette újonnan létesített temető található.